# Czedżu (prowincja)

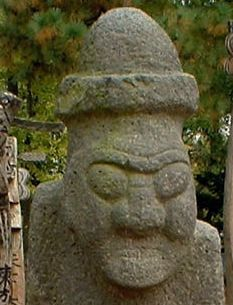
„Kamienny dziadek”

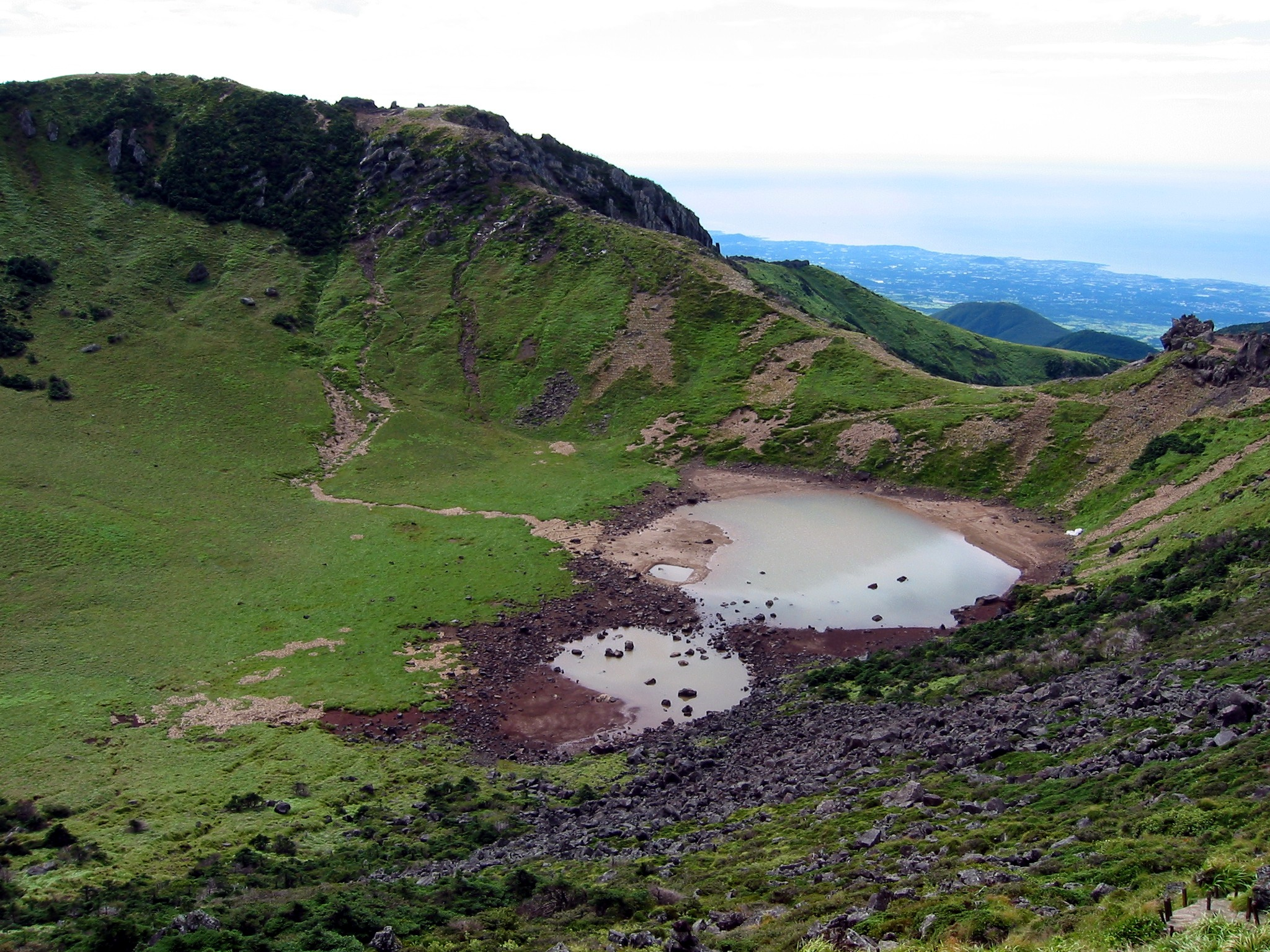
Góra Halla-san

Czedżu (kor. 제주도, hancha: 濟州道, RR: Jeju-do, dawna transkrypcja: Cheju-do, wymowa: ʨe.ʥu.do) – największa wyspa Korei Południowej, jednocześnie najmniejsza z jej prowincji. Wyspa położona jest w Cieśninie Koreańskiej, na południowy zachód od wybrzeża Korei. Największym miastem i stolicą prowincji jest Czedżu. Do 1946 wyspa stanowiła część prowincji Jeolla Południowa. W 1948 na wyspie wybuchło zbrojne powstanie. W 2007 roku wpisano ją na listę światowego dziedzictwa UNESCO. Ustanowiono tu także rezerwat biosfery. Jako prowincja oficjalnie nazywa się Specjalna Autonomiczna Prowincja Czedżu. 

## Nazwy
Od 2000 roku, kiedy to rząd południowokoreański zmienił transkrypcję alfabetu koreańskiego na transkrypcję poprawioną, dotychczasowa latynizacja Cheju zapisywana jest jako Jeju. W historii wyspa Czedżu miała także kilka innych nazw, m.in. Doi (kor. 도이, hancha: 島夷), Dongyeongju (kor. 동영주, hancha: 東瀛州), Juho (kor. 주호, hancha: 州胡), Tammora (kor. 탐모라, hancha: 耽牟羅), Seomna (kor. 섭라, hancha: 涉羅), Tangna (kor. 탁라, hancha:  竣羅) oraz Tamna (kor. 탐라, hancha: 耽羅).
Wyspa Czedżu znana była dawniej Europejczykom pod nazwą Quelpart.

## Geologia
Czedżu to wyspa pochodzenia wulkanicznego. Centralny wulkan Halla-san, 1950 m n.p.m., jest też najwyższym szczytem całej Korei Południowej.
Wyspa uformowała się miliony lat temu przez erupcje wulkanów. Klimat na wyspie jest subtropikalny, cieplejszy od pozostałej części Korei. Połowa lata jest deszczowa, zimy są przeważnie suche.

## Podział administracyjny
Prowincja Czedżu podzielona jest na 2 miasta (kor. si), podzielone z kolei na siedem miasteczek (kor. eup), pięć dystryktów (kor. myeon) i 31 sąsiedztw (kor. dong).

### Miasta
- Czedżu (제주시; 濟州市)
- Seogwipo (서귀포시; 西歸浦市)

## Kultura
Ze względu na izolację wyspy przez wieki, ludność Czedżu rozwinęła swoją odrębną od koreańskiej kulturę. Istnieją tutaj tysiące lokalnych legend, interesująca jest też unikatowa rzeźba „kamienny dziadek”, wykonana z bloku lawy.

## Klasztory buddyjskie
- Gwaneum sa

## Siostrzane prowincje
Siostrzanymi prowincjami Czedżu są również wyspy: Hajnan (Chińska Republika Ludowa), Hawaje (Stany Zjednoczone), Sachalin (Rosja), oraz Bali (Indonezja).